# Shamosaure
El shamosaure o llangardaix de les sorres del desert (Shamosaurus) és un gènere representat per una sola espècie de dinosaure tireòfor ancilosàurid, que va viure en el Cretaci inferior (fa aproximadament 125 i 110 milions d'anys, en l'Aptià i Albià) en el que és avui Àsia.
Les restes del shamosaure foren trobats en Khukhtekskaya Svita, (Hüteeg Svita) Dornogov, Ovorkhangai; Höövör, Mongòlia. Es coneixen tres exemplars bé preservats incloent un crani i una mandíbula completa, esquelet parcial i armadura.